# Diocese de Ajaccio
A Diocese de Ajaccio (em latim: Diœcesis Adiacensis) é uma circunscrição eclesiástica da Igreja Católica em Ajaccio (Córsega), na França. Foi erigida no século IV. Seu atual Bispo é François-Xavier Bustillo, O.F.M. Conv.. Sua sé é a Catedral de Nossa Senhora da Assunção de Ajaccio.
Em 2020, possui 434 paróquias e 77 sacerdotes, contando com 331.000 habitantes, com 90,9% da população jurisdicionada batizada (301.000 batizados).

## História
Dados arqueológicos mostram que o cristianismo apareceu na Córsega já no final do século I ou início do II. Por outro lado, é incerta a origem da diocese de Ajaccio, cuja antiguidade no passado esteve ligada à figura de Santo Eufrásio, a quem originalmente foi dedicada a catedral, identificado com um dos sete homens apostólicos que, segundo a tradição, acompanharam São Paulo em sua viagem à Espanha.
O primeiro bispo conhecido é Bento, que em 649 participou do concílio de Latrão no qual o monotelismo foi condenado. Com o século VII, a Córsega tornou-se uma posse direta dos papas, tornando-se parte do Patrimônio de São Pedro (em latim: Patrimonium Sancti Petri) e as seis dioceses da ilha, incluindo Ajaccio, foram imediatamente submetidas à Santa Sé.
A partir do século XI, os papas perderam progressivamente seu poder sobre a Córsega, que se tornou uma terra de conquistas e disputas acirradas entre as duas repúblicas de Gênova e Pisa. Em 27 de abril de 1092, Ajaccio e as outras dioceses insulares tornaram-se sufragâneas da arquidiocese de Pisa. Mas em 19 de março de 1133, o Papa Inocêncio II teve que designar três dessas sufragâneas, Nebbio, Mariana e Accia, para a arquidiocese de Gênova, enquanto as outras, Sagona, Aléria e Ajaccio, permaneceram em Pisa, cujo arcebispo recebeu o título de primaz da Córsega, que ainda hoje conserva.
A atual catedral foi construída no século XVI para substituir a anterior demolida em 1553; foi consagrada em 1593.
Em 1 de julho de 1790, a lei francesa obrigou à supressão de todas as dioceses da Córsega, com exceção da de Bastia, que anteriormente havia sido sede dos bispos de Mariana na Córsega. Todos os bispos corsos se recusaram a prestar o juramento exigido pela Constituição Civil do Clero e refugiaram-se na Itália. Para a diocese de Bastia em 28 de maio de 1791 foi eleito Ignace-François Guasco, que se retirará em 23 de dezembro de 1794.
Seguindo a concordata com a bula Qui Christi Domini do Papa Pio VII de 29 de novembro de 1801, a diocese revolucionária de Bastia foi suprimida, enquanto a diocese de Ajaccio foi reconhecida como a única para toda a ilha; até 1816 incluía também a ilha de Elba, Capraia e o Principado de Piombino, anexado ao império francês, juntamente com algumas freguesias situadas no município de Castiglione della Pescaia. Ao mesmo tempo, tornou-se sufragânea da arquidiocese de Aix.
Mais tarde, tornou-se sufragânea da arquidiocese de Gênova até 1860, quando passou novamente para a arquidiocese de Aix. Em 8 de dezembro de 2002, com a reorganização das circunscrições diocesanas francesas, passou a fazer parte da província eclesiástica da arquidiocese de Marselha.

## Episcopado
- Evandro ? † (mencionado em 313)[8]
- Anônimo † (mencionado em 602)
- Bento † (mencionado em 649)
- Nicolau † (antes de 900 - depois de 909)
- Ricobono † (antes de 930 - depois de 936)
- Guilherme † (mencionado em 1126)[9]
- João † (mencionado em 1179)
- Ildebrando † (mencionado em 1238)
- Aimerico † (circa 1309 - 1322)
- Vitale Gracchi, O.E.S.A. † (1322 - 1328)[10]
- Nicola † (mencionado em 1328)[11]
- Manfredo di Calcinaria, O.F.M. † (1342 - 1345)
- Bertrando Escarpiti, O.F.M. † (1345 - 1348)
- Filippo de Ursone, O.F.M. † (1348 - ?)
- Gerardo †
- Vincenzo di Sassari, O.F.M. † (1351 - 1369)
- Simone † (1369 - 1401)
- Pietro † (1401 - 1411)
- Marco, O.S.B. † (1411 - ?)
- Paolo Alberti, O.F.M. † (1420 - 1422)
- André Dias de Escobar, O.S.B. † (1422 - 1428)
- Luca da Offida, O.E.S.A. † (1429 - 1438)[12]
- Valeriano Calderina † (1438 - 1438)
- Raffaele Spinola, O.F.M. † (1438 - 1441)
- Albertino de Corti † (mencionado em 1441)[13]
- Ranuccio Spinola † (1442 - 1457)
- Deodato Bocconi † (1457 - ?)
- Paolo de Bonifaci † (1477 - ?)
- Giacomo de Marco (Mancoso Marcelli ?) † (mencionado em 1481)
- Gabriele de Franchi, O.P. † (1482 - depois de 1489)
- Paolo Fregoso † (1493 - 1498)
- Filippo Pallavicini, O.E.S.A. † (1498 - 1518)[14]
- Giacomo Pallavicini † (1518 - 1539)
- Leonardo Tornabuoni † (1539 - 1540)
- Alessandro Guidiccioni † (1541 - 1548)
- Giovan Battista Bernardi † (1548 - 1578)
- Cristoforo Guidiccioni † (1578 - 1582)
  - Giuseppe Mascardi † (1582 - 1585?) (administrador apostólico)
- Giulio Giustiniani † (1587 - 1616)
- Fabiano Giustiniani, C.O. † (1616 - 1627)
- Ottaviano Rivarola † (1627 - 1651)
- Giovanni Stefano Donghi † (1651 - 1655)
- Siro Strassera, C.R. † (1655 - 1656)
- Giovanni Gregorio Ardizzone † (1656 - 1685)
- Giovanni Paolo d'Invrea, O.Cam. † (1686 - 1694)
- Giovan Battista Gentile, O.S.B. † (1694 - 1695)
- Francesco Maria Sacco, C.R. † (1695 - 1697)
- Pietro Spinola, O.F.M. Ref. † (1698 - 1715)
- Agostino Spinola, C.R.S. † (1716 - 1722)
- Carlo Maria Lomellino † (1723 - 1741)
- Bernardino Centurione † (1741 - 1758)
- Benedetto Andrea Doria † (1759 - 1794)
  - Sede vacante (1794-1801)
- Louis Sébastiani (de La Porta) † (1802 - 1831)
- Toussaint Casanelli d'Istria † (1833 - 1869)
- Pierre-Paul de Cuttoli † (1870 - 1870)
- François-André-Xavier de Gaffory † (1872 - 1877)
- Paul-Matthieu de La Foata † (1877 - 1899)
- Louis Olivieri † (1899 - 1903)
  - Sede vacante (1903-1906)
- Marie-Joseph Ollivier † (1906 - 1906)
- Jean-Baptiste Desanti † (1906 - 1916)
- Auguste-Joseph-Marie Simeone † (1916 - 1926)
- Jean-Marcel Rodié † (1927 - 1938)
- Jean-Baptiste-Adrien Llosa † (1938 - 1966)
- André Charles Collini † (1966 - 1972)
- Jean-Charles Thomas (1974 - 1986)
- Sauveur Casanova † (1987 - 1995)
- André Jean René Lacrampe, Ist. del Prado † (1995 - 2003)
- Jean-Luc Brunin (2004 - 2011)
- Olivier de Germay (2012 - 2020)
- François-Xavier Cardeal Bustillo, O.F.M. Conv. (desde 2021)